# Teresa Lewtak-Stattler
Teresa Lubomira Lewtak-Stattler z domu Szuch (ur. 25 marca 1929 we Włodzimierzu Wołyńskim, zm. 26 września 2009 w Warszawie) – polska działaczka społeczna, uczestnik konspiracji antyniemieckiej, po II wojnie światowej dyrektor naczelna Domów Towarowych „Centrum”, radna miasta stołecznego Warszawy.

## Życiorys

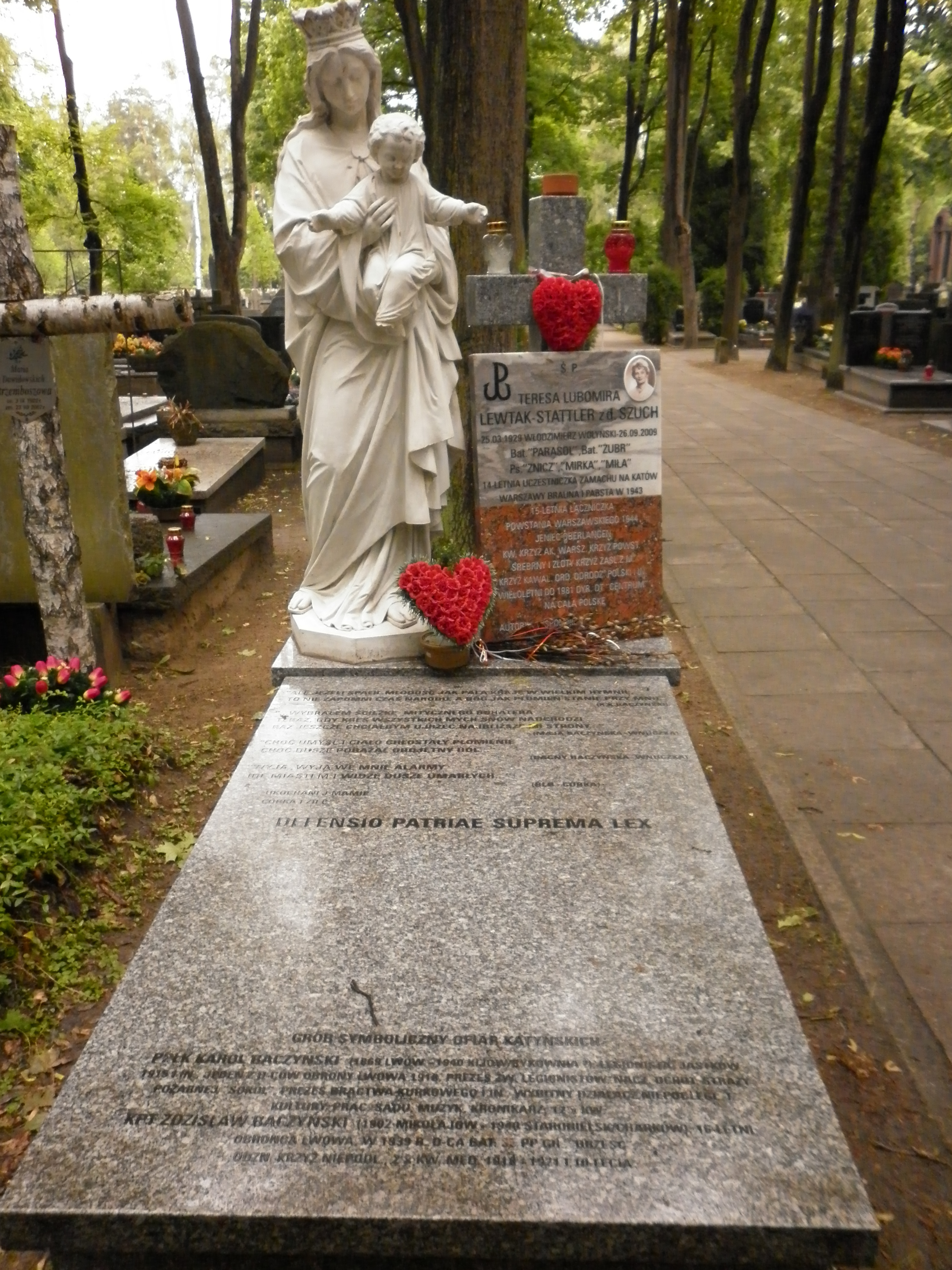
Grób Teresy Lewtak-Stattler na Powązkach

Urodziła się na Wołyniu w rodzinie Aleksandra Szucha (uczestnika wojny polsko-bolszewickiej, osadnika na Kresach Wschodnich RP) i Ireny z Tkaczyńskich. W czasie II wojny światowej pobierała nauki w II Miejskim Gimnazjum im. Jana Kochanowskiego oraz Gimnazjum i Liceum im. Marii Konopnickiej, była również harcerką w zastępie „Znicz”. W 1943 znalazła się w oddziale do zadań specjalnych Kedywu Komendy Głównej Armii Krajowej. Brała udział w akcjach „Frühwirth” i „Braun”, w wyniku których zginęli kierownik miejskiego urzędu kwaterunkowego Emil Braun oraz nazistowski architekt Friedrich Pabst. Była zaangażowana w pomoc Żydom z getta warszawskiego. W 1944 wzięła udział w powstaniu warszawskim. W połowie września została ranna, po czym trafiła do stalagów w Altengrabow i Oberlangen.
Po powrocie do kraju ukończyła szkołę średnią, studiowała również na Wydziale Chemicznym Politechniki Warszawskiej oraz na Wydziale Handlu Wewnętrznego Szkoły Głównej Planowania i Statystyki (magisterium w 1956), gdzie w okresie studiów była młodszą asystentką profesora Kazimierza Boczara. Po ukończeniu studiów zatrudniona w drukarniach „Słowa Powszechnego” oraz „Instytutu Wydawniczego PAX”. Przez ćwierć wieku pracowała w Państwowych Domach Towarowych, gdzie była szefową Działu Reklamy oraz doradcą ds. ekonomicznych, następnie zaś wicedyrektorem i dyrektorem naczelnym Domów Towarowych „Centrum” na cały kraj.
Przez jedną kadencję była radną Rady Narodowej miasta stołecznego Warszawy. Na emeryturze zaangażowała się w zbiór podpisów na rzecz ustanowienia 1 sierpnia świętem narodowym.
W pierwszym małżeństwie zamężna z Henrykiem Lewtakiem – żołnierzem Związku Walki Zbrojnej oraz więźniem obozów nazistowskich, następnie z Wojciechem Stattlerem, pracownikiem Centrali Handlu Zagranicznego „Cekop”, potomkiem malarza Wojciecha Kornelego Stattlera.
Zmarła w 2009, została pochowana na Cmentarzu Wojskowym na Powązkach (kwatera B14-8-1a).

## Odznaczenia i wyróżnienia
- Krzyż Kawalerski Orderu Odrodzenia Polski
- Krzyż Walecznych
- Srebrny Krzyż Zasługi z Mieczami
- Krzyż Armii Krajowej
- Warszawski Krzyż Powstańczy
- Krzyż Partyzancki
- Warszawianka Roku (1977)[2]